# オンセンヘビ
オンセンヘビ（温泉蛇、Thermophis baileyi）は、有鱗目ナミヘビ科オンセンヘビ属に分類されるヘビ。別名チベットオンセンヘビ。世界で最も高いところに生息する爬虫類である。

## 分布
中華人民共和国チベット自治区の標高4,400m-4,900mの温泉周辺に生息。

## 形態
全長60-90cm。

## 生態
魚類、両生類などを食す。最低気温マイナス20℃に達する気温の中、温泉に浸かったり温泉の縁で冬眠することで凍死を防いでいる。しかし、温泉の温度は40℃と変温動物には暑すぎるためオンセンヘビは熱ダメージ修復タンパク質を発達させており、他種のヘビに比べて、熱すぎる環境への耐性や回復力も高くなっている。